# Marjorie Mardones Leiva
Marjorie Mardones Leiva (Valparaíso, 31 de enero de 1975) es una escritora, bibliotecóloga, teórica del libro y la lectura y gestora cultural chilena. Tiene diversas publicaciones e investigaciones centradas en la destrucción e historia del libro, prácticas lectoras, memoria bibliográfica y patrimonio documental. En lo literario ha incursionado en el libro como objeto y en temas vinculados con los derechos de las mujeres.

## Biografía
Nacida en Valparaíso, de niña emigra a la ciudad de Concepción, donde realiza sus estudios escolares en el Colegio Inmaculada de Talcahuano, y donde luego ingresaría a estudiar literatura en la Universidad de Concepción. Más tarde integró el Taller literario Mano de Obra, de carácter anarquista, sindicalista y clotarista. En los noventa, crearía amistad con la librepensadora y antropóloga Carmen Durán, una de las más reconocidas feministas en Chile. En esa región estableció vínculos con las artistas: Vasti Michel, Damsi Figueroa, Juan Herrera, Cecilia Rubio, entre otros. Años más tarde regresaría a la región de Valparaíso, donde residiría en la ciudad de Quilpué, donde se dedica a la docencia universitaria, al activismo social y cultural. Desde ese entonces, ha realizado diversas publicaciones, entre las que destaca: Amarillo en el Sur y Queridas desconocidas.
Desde el año 2016 lidera la agrupación artístico-feminista Mujeres que leen mujeres, desde donde ha ratificado su compromiso con el arte como agenda de transformación social. En 2021 asumiría como profesional vinculada a la Dirección de Cultura de la Municipalidad de Quilpué, donde llevaría a cabo proyectos como la Feria del Libro, el Festival de Jazz, el Festival de las Artes, Fiesta de la Primavera, entre otros. Hasta la fecha, Mardones ha participado como expositora en múltiples seminarios y congresos nacionales e internacionales.

## Trayectoria académica

### Estudios superiores
En 1994 comenzó una licenciatura en Literatura por la Universidad de Concepción, la cual no terminó. Luego, en 2002, comenzaría su Licenciatura en Bibliotecología y Ciencias de la Documentación en la Universidad de Playa Ancha, de la cual se titularía en 2006. Posteriormente, en 2014, se titularía con un Magíster en Artes y Patrimonio. Ese mismo año realizaría un Diplomado en Archivística y Gestión Documental por el Organismo Técnico de Capacitación INFOCUS. En 2018, se certificaría en un Diplomado en Tecnologías de Información y Comunicación. Y, por último, actualmente está cursando un doctorado en Ciencias Sociales por la Universidad de Buenos Aires.

### Cargos
En el año 2006 hasta 2011 asumió como Directora del centro documental AES GENER S.A.; en 2011 también obtuvo el puesto de coordinadora de la carrera de Bibliotecología y como académica e investigadora del Departamento de Ciencias de la Documentación de la Facultad de Ciencias Sociales de la Universidad de Playa Ancha hasta el año 2021. En esos años, además, fue integrante del Centro Interdisciplinario de Estudios del Patrimonio Oceánico de la Universidad de Valparaíso desde 2016 hasta el año 2021. En el año 2017 tomó el cargo de profesora técnica en Bibliotecología en el Instituto Profesional ENAC hasta 2018. Actualmente se enfoca en ser académica asociada a la carrera de Bibliotecología en la Universidad de Playa Ancha. En su historia como académica, impartió asignaturas tales como Historia del libro y las bibliotecas, Introducción a la Bibliotecología, Lenguajes documentales, Lenguajes de indización, Documentación, en las escuelas de Bibliotecología y Periodismo en la Universidad de Playa Ancha.

## Publicaciones Literarias
- Cuentos y poemas. (2006)
- Amarillo en el Sur. (2007)
- La luz al basural. (2011)
- Catalepsia audiolibro. (2015)[2]
- Queridas desconocidas. (2019)
- Antología Ropa Tendida por Mujeres que leen Mujeres. (2023)

## Publicaciones e investigaciones
- Laguna Verde: 70 años entregando energía. (2009)
- Preguntas y respuestas para operar una central térmica. (2011)
- La naturaleza social de los centros de información: quien adelante no mira, atrás se queda. (2011)
- GENERando nuevos caminos: historia del sindicato de profesionales y afines. (2012)
- Las bibliotecas universitarias y los clústeres industriales. (2012)
- Las manchas de la memoria: editorial Quimantú y editorial Gabriela Mistral. (2015)[3]
- Cadena documental y cadena bibliotecológica: front, middel y back office. (2016)
- Accesibilidad, integración y participación en bibliotecas y museos: apuntes para abordar la cuestión de género. (2016)
- La cartografía bibliográfica y la memoria emblemática Playa Ancha, Valparaíso. (2016)
- Biblioteca Recuperada: La Batalla por la memoria en Valparaíso, 1973. (2017)[4]
- El libro y la lectura en los recintos penitenciarios. (2019)[5]
- La destrucción del libro en Valparaíso, 1973. (2020)[6]

## Programas
- mujeres que leen mujeres

- Al sur de la cuarentena

- Gente Libro
- La semilla